# Heidersdorf
Heidersdorf – gmina w Niemczech, w kraju związkowym Saksonia, w powiecie Erzgebirgskreis, wchodzi w skład wspólnoty administracyjnej Seiffen/Erzgeb. Do 29 lutego 2012 w okręgu administracyjnym Chemnitz.